# Joaquín Palacín Eltoro
Joaquín Palacín Eltoro (Huesca, 5 de julio de 1974) es un político español. Desde el 8 de febrero de 2020 es presidente de Chunta Aragonesista y desde el 20 de junio de 2019 es diputado en las Cortes de Aragón por la circunscripción de Huesca y portavoz del grupo parlamentario de Chunta Aragonesista. También fue concejal del Ayuntamiento de Monzón entre 2007 y 2013, diputado en las Cortes de Aragón por la circunscripción de Huesca entre 2011 y 2015, y director general de Ordenación del Territorio del Gobierno de Aragón entre 2015 y 2019.

## Biografía
Palacín cursó un Executive MBA y un Máster en Dirección Comercial y Marketing. Milita en Chunta Aragonesista desde 2003, donde ha sido vicesecretario general de Acción Política y secretario territorial del Alto Aragón. Hasta 2011 se dedicó a la dirección de empresas de consultoría y servicios medioambientales.
En las elecciones de mayo de 2007 fue elegido concejal por Chunta Aragonesista en el Ayuntamiento de Monzón, donde fue presidente del Patronato de Deportes y de la Institución Ferial, revalidando el acta hasta 2013. En mayo de 2011 fue elegido diputado por Chunta Aragonesista en las Cortes de Aragón por la circunscripción de Huesca.
En julio de 2015 fue nombrado director general de Ordenación del Territorio, dependiente del Departamento de Vertebración del Territorio, Movilidad y Vivienda del Gobierno de Aragón. Entre otras cosas, impulsó la Directriz de Política Demográfica y contra la Despoblación y la Directriz especial del Camino de Santiago.
En las elecciones de mayo de 2019 volvió a obtener el acta de diputado por Chunta Aragonesista en las Cortes de Aragón por la circunscripción de Huesca, siendo nombrado portavoz del grupo parlamentario.
El 8 de febrero de 2020 fue elegido presidente de Chunta Aragonesista en la X Asamblea del partido, sucediendo a José Luis Soro.